# Parage
Parage (v srbské cyrilici Параге, maďarsky Parrag) je obec v Srbsku, v autonomní oblasti Vojvodina. 

## Obyvatelstvo
V roce 2011 zde dle srbského sčítání lidu žilo 921 obyvatel.